# Valdarachas
Valdarachas es un municipio y localidad española de la provincia de Guadalajara, en la comunidad autónoma de Castilla-La Mancha. El término, ubicado en la comarca de La Alcarria, tiene una población de 55 habitantes (INE 2024).

## Historia
A mediados del siglo XIX, el lugar contaba con una población censada de 159 habitantes. La localidad aparece descrita en el decimoquinto volumen del Diccionario geográfico-estadístico-histórico de España y sus posesiones de Ultramar de Pascual Madoz de la siguiente manera:

VALDARACHAS: v. con ayunt. en la prov. y part. jud. de Guadalajara (2 leg ), aud. terr. de Madrid (10), c. g. de Castilla la Nueva, dióc. de Toledo (22): sit. en la ladera de un cerro, con libre ventilacion y clima sano: tiene 40 casas; la consistorial; escuela de instruccion primaria común á ambos sexos, á cargo de un maestro, sin mas retribucion que las dotaciones de los discípulos; una igl. parr. (San Sebastian) servida por un cuia y un sacristan: confina el térm. con los de Guadalajara, Valdarachas y Yebes: el terreno bañado por un arroyo que viene de Yebes, es de buena calidad. caminos: los locales en buen estado. correo: se recibe y despacha en Guadalajara. prod.: cereales, legumbres, patatas, hortalizas, vino, aceite, leñas de combustible y buenos pastos, con los que se mantiene ganado lanar, vacuno y mular; caza de perdices, conejos y liebres. ind.: la agrícola. comercio: esportacion del sobrante de frutos é importacion de los artículos que faltan. pobl.: 52 vec., 159 alm. cap. prod.: 912,500 rs. imp.: 73,000. contr.: 4,706 rs.
(Madoz, 1849, p. 265)

## Demografía
Valdarachas cuenta con una población de 55 habitantes (INE 2024).
| Gráfica de evolución demográfica de Valdarachas entre 1842 y 2021                                                   |
| |
| Población de derecho según los censos de población del INE Población de hecho según los censos de población del INE |

| 26            | 27 | 31 | 28 | 37 | 36 |
| (Fuente: INE) |    |    |    |    |    |

## Patrimonio
En la localidad hay una iglesia parroquial bajo la advocación de San Sebastián.